# أولاد يعقوب تريفة (أولاد علي الشباب الشمالية)
أولاد يعقوب تريفة هو دُوَّار يقع بجماعة شويحية، إقليم بركان، جهة الشرق في المملكة المغربية. ينتمي الدوّار لمشيخة أولاد علي الشباب الشمالية التي تضم 8 دواوير. يقدر عدد سكانه بـ 1358 نسمة حسب الإحصاء الرسمي للسكان والسكنى لسنة 2004.

## روابط خارجية
- البوابة الوطنية للجماعات الترابية
- المندوبية السامية للتخطيط